# Chris McAlister (Leichtathlet)
Chris McAlister (* 3. Dezember 1995) ist ein britischer Leichtathlet, der sich auf den 400-Meter-Hürdenlauf spezialisiert hat.

## Sportliche Laufbahn
Chris McAlister stammt aus der südenglischen Grafschaft Surrey. Ab 2013 nahm er an seinen ersten nationalen Wettkämpfen teil, schied damals allerdings bei den Englischen U20-Meisterschaften bereits nach dem Vorlauf aus. 2014 fokussierte er sich dann schon hauptsächlich auf den 400-Meter-Hürdenlauf. Im Juni belegte er den fünften Platz im Finale der Englischen U23-Meisterschaften. Bis zum Ende der Saison steigerte er seine Bestzeit auf 53,39 s. 2015 nahm er erstmals an den Britischen Meisterschaften bei den Erwachsenen teil, ohne allerdings über den Vorlauf hinauszukommen. Bis 2016 steigerte er seine Bestzeit auf 50,88 s und konnte im Juni zudem die Silbermedaille bei den Englischen U23-Meisterschaften gewinnen. Ein Jahr darauf zog er erstmals bei den Britischen Meisterschaften der Erwachsenen in das Finale ein, belegte darin allerdings den letzten Platz. Besser lief es ein weiteres Jahr später, als er mit seinem vierten Platz die Medaillenränge knapp verpasste. 2019 schaffte McAlister dann auch den Sprung in Wettkämpfen mit internationaler Konkurrenz antreten zu können. Ende August gewann er die Bronzemedaille bei den nationalen Meisterschaften. Darüber hinaus gelang es ihm, denkbar knapp mit 0,02 Sekunden unter der geforderten Norm von 49,30 s sich für die in Doha stattfindenden Weltmeisterschaften erstmals für internationale Meisterschaften qualifizieren zu können. Ende September ging er dort in Katar an den Start und schaffte auf Anhieb den Sprung ins Halbfinale, in dem er mit persönlicher Bestzeit von 49,18 s als Fünfter seines Laufes ausschied. Insgesamt steigerte McAlister seine Bestzeit ganze fünfmal in der Saison 2019. 2020 wurde er Britischer Vizemeister und 2022 schied er bei den Weltmeisterschaften in Eugene mit 51,55 s in der ersten Runde aus.

## Persönliche Bestleistungen
Freiluft
- 400 m: 47,37 s, 12. Juli 2020, Nuneaton
- 400 m Hürden: 49,16 s, 4. Juli 2021, Stockholm

Halle
- 400 m: 47,33 s, 26. Februar 2022, Birmingham

## Sonstiges
McAlister erwarb Universitätsabschlüsse in den Fächern Politik und Wirtschaft. Neben seiner Trainingseinheiten arbeitet er Vollzeit im Bereich der Breitbandkommunikation.